# Ziah Colon
Ziah Colon (* 31. Juli 1982 in Jonesboro, Georgia) ist eine US-amerikanische Schauspielerin puerto-ricanischer Abstammung.

## Leben
Colon wuchs in Atlanta auf, schon in der Highschool nahm sie an einer Schauspielgruppe teil. Ihre Schauspielkarriere begann sie im Jahr 2001 mit einem Schauspielstudium am The Company Acting Studio. Anfänglich hatte sie Schwierigkeiten Rollen zu bekommen und beauftragte deshalb die J Pervis Talent Agency. Dadurch erhielt sie auch regelmäßig kleinere Rollen, bis sie schließlich als Rusty Rodriguez für den Film Footloose engagiert wurde.

## Filmografie (Auswahl)
- 2006: Sparkles & Smiley Kill the Internet
- 2009: Road Trip – Bier Pong (Road Trip: Beer Pong)
- 2010: Drop Dead Diva (Fernsehserie, 1 Folge)
- 2011: Footloose
- 2013: Jacked up